# Municipio de Harrison (condado de Darke)
El municipio de Harrison (en inglés: Harrison Township) es un municipio ubicado en el condado de Darke en el estado estadounidense de Ohio. En el año 2010 tenía una población de 2255 habitantes y una densidad poblacional de 25,49 personas por km².

## Geografía
El municipio de Harrison se encuentra ubicado en las coordenadas 39°57′35″N 84°45′29″O / 39.95972, -84.75806. Según la Oficina del Censo de los Estados Unidos, el municipio tiene una superficie total de 88.48 km², de la cual 88.29 km² corresponden a tierra firme y (0.21%) 0.19 km² es agua.

## Demografía
Según el censo de 2010, había 2255 personas residiendo en el municipio de Harrison. La densidad de población era de 25,49 hab./km². De los 2255 habitantes, el municipio de Harrison estaba compuesto por el 97.65% blancos, el 0.49% eran afroamericanos, el 0.09% eran amerindios, el 0.27% eran asiáticos, el 0.04% eran isleños del Pacífico, el 0.35% eran de otras razas y el 1.11% pertenecían a dos o más razas. Del total de la población el 0.58% eran hispanos o latinos de cualquier raza.